# Figueres
Figueres [fiˈɣeɾəs] (spanisch Figueras) ist eine Stadt in der Provinz Girona in der autonomen Region Katalonien, Spanien. Sie liegt an der Costa Brava, hat 48.875 Einwohner (Stand: 2024) und ist Hauptort des Alt Empordà. Die Stadt liegt 28 m über dem Meeresspiegel.

## Geschichte
Die Stadt wird überragt von der achteckigen Festung Castell de Sant Ferran aus dem 18. Jahrhundert. Mit einer Fläche von 32 Hektar war diese Militärfestung für 6000 Personen und 500 Pferde gebaut worden und gilt heute als die größte Bollwerkfestung, die im 18. Jahrhundert in Europa gebaut worden ist. Innerhalb der Festung befindet sich seit Januar 2010 das militärgeschichtliche Museum von Figueres (spanisch Museo Histórico Militar de Figueres).
Während des Spanischen Bürgerkriegs blieb Figueres der republikanischen Regierung treu und wurde wiederholt von der deutschen Luftwaffe und faschistischen italienischen Luftwaffe bombardiert. Es war eine der am stärksten bombardierten katalanischen Städte während des Bürgerkriegs, im Jahr 1938 und vor allem Anfang 1939, als Tausende von Menschen auf ihrem Weg ins Exil durch die Stadt zogen. Die Zahl der Bombenopfer ist nicht mit Sicherheit bekannt, könnte aber nahe bei 400 liegen. Die republikanische Regierung Spaniens hielt ihre letzte Sitzung während des Bürgerkriegs (am 1. Februar 1939) in den Kerkern des Castell de Sant Ferran.

## Kultureinrichtungen
- Das von Dalí zum Museum umgebaute Stadttheater Teatre Museu Salvador Dalí mit dem Torre Gorgot an der alten Stadtmauer ist eines der bestbesuchten Museen Spaniens.
- Weitere Museen in Figueres sind das Technikmuseum, das Spielzeugmuseum, das Kunstmuseum Museu de l’Empordà sowie das Museum für naive Kunst.
- Das Estadi Municipal de Figueres fasst etwa 9500 Besucher

## Verkehr
Figueres liegt an der Autobahn Autopista AP-7 und ist ungefähr 50 km vom Flughafen Gironas Costa Brava entfernt. Östlich der Altstadt befindet sich der Bahnhof der Stadt an der Breitspurstrecke Barcelona–Cerbère mit regionalen und überregionalen Verbindungen der Renfe, Spaniens Staatseisenbahn. 
Im Dezember 2010 wurde der Bahnhof Figueres-Vilafant eröffnet, der an der Hochgeschwindigkeitsstrecke zwischen Barcelona und Perpignan liegt und direkte TGV-Verbindungen nach Paris und Barcelona hat. Zudem gibt es AVE-Verbindungen nach Madrid und Barcelona.
Figueres hat auch ein örtliches Busunternehmen, TMF, welches drei Linien betreibt und zurzeit einen Elektrotestbus einsetzt (Stand 2013).

## Stadtfest
Das Hauptfest sind die Festes de la Santa Creu in der ersten Maiwoche.

## Städtepartnerschaften
- Marignane im Département Bouches-du-Rhône, (Frankreich)

## Persönlichkeiten, Söhne und Töchter der Stadt
- Rafael Ildefonso Arté (1843–1877), Musikpädagoge
- Enric Bug (* 1957), Comicautor sowie Innen- und Industriedesigner
- Salvador Dalí (1904–1989), Maler und einer der Hauptvertreter des Surrealismus
- Domènec Moli i Serra (* 1933), Schriftsteller, Kunstkritiker, Drucker und Verleger
- Narcís Monturiol (1819–1885), Entwickler der U-Boote Ictíneo I und Ictíneo II
- Mónica Naranjo (* 1974), Sängerin und Songwriterin
- Vicenç Pagès i Jordà (1963–2022), Schriftsteller und Hochschullehrer
- Ferran Sunyer i Balaguer (1912–1967), Mathematiker
- Óscar Ureña (* 2003), dominikanisch-spanischer Fußballspieler
- Maverick Viñales (* 1995), Motorradrennfahrer